# Hoog Baarlo
Hoog Baarlo is een buurtschap en buurt in de Nederlandse gemeente Ede, gelegen in de provincie Gelderland. Het ligt in het noordoosten van de gemeente, tegen het dorp Hoenderloo aan dat grotendeels in de gemeente Apeldoorn ligt. Hoog Baarlo valt volgens de BAG en het CBS onder de woonplaats Hoenderloo, gemeente Ede.
De naam Baarlo of Barlo komt al voor op een kaart van Nicoleas van Geelkercken uit de zeventiende eeuw. Op de plek van de huidige buurtschap is op deze kaart Groot en Kleijn Barlo ingetekend. Van de eerste bewoning is pas sprake in de negentiende eeuw. Rond 1900 is er sprake van een landgoed met de naam Hoog Baarlo of Hoog Barel en het bestond destijds uit heide en dennenbossen met kleine woningen en boerderijen. Dit landgoed werd in 1912 gekocht door Anton Kröller om onderdeel te worden van de Hoge Veluwe. De huidige buurtschap bevindt zich aan de oostelijke zijde van dit voormalige landgoed.
Hoofdplaats: Ede       Dorpen: Bennekom · Ederveen · Harskamp · Hoenderloo (deels) · De Klomp · Lunteren · Otterlo · Wekerom

Buurtschappen: Deelen · Doesburgerbuurt · Driesprong · Eschoten · De Ginkel · Hoekelum · Hoog Baarlo · De Kade · De Kraats · Manen · Meulunteren · Mossel · Nederwoud · Nergena · Nieuw-Reemst · (Oostdorp) · Oud-Reemst · Overwoud · Roekel · De Valk · Walderveen · Westeneng

Gelderland: Steden en dorpen in Gelderland      Nederland: Provincies · Gemeenten